# Олег Гусев
Олег Анатољович Гусев (укр. Оле́г Анато́лійович Гу́сєв; Суми, 25. април 1983) бивши је украјински фудбалер који је играо у везном реду.

## Каријера
Гусев је каријеру започео у Арсеналу из Кијева. У Динамо Кијев прешао је на лето 2003. За Динамо је укупно одиграо 448 утакмица у свим такмичењима и постигао 97 голова. Ту је и завршио своју професионалну играчку каријеру лета 2018.